# Robert Merrihew Adams

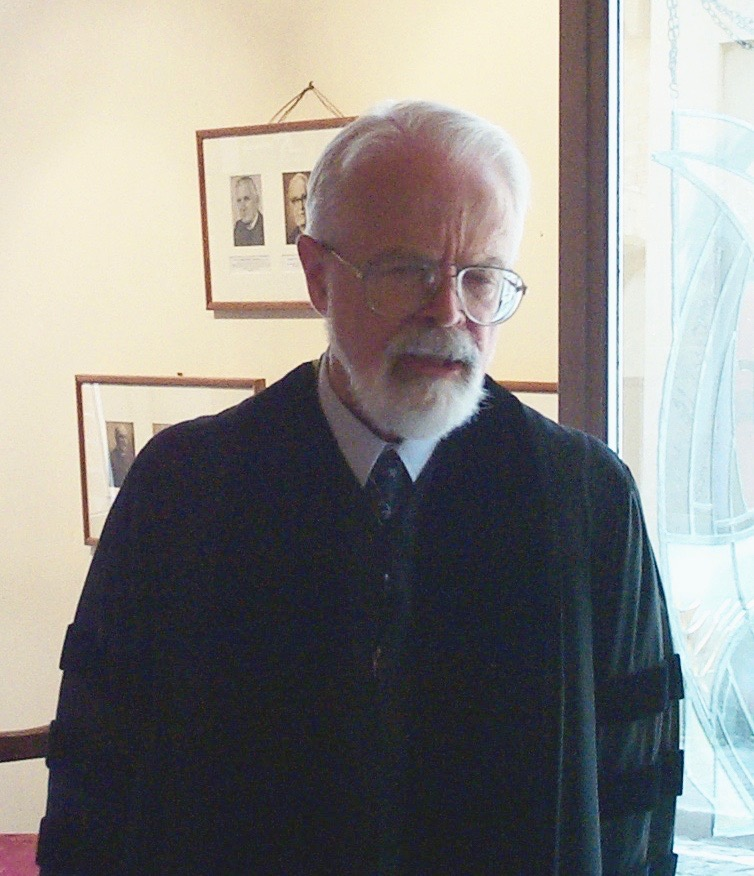
Robert Merrihew Adams (2006)

Robert Merrihew Adams (* 8. September 1937 in Philadelphia, Pennsylvania; † 16. April 2024 in Montgomery Township, New Jersey) war ein US-amerikanischer evangelisch-reformierter Theologe und Philosoph.

## Biografie
Robert Merrihew Adams, Sohn von Arthur Merrihew und Margaret (Baker) Adams, studierte Theologie an den Universitäten Princeton und Oxford. Nach dem Besuch des Princeton Theological Seminary wurde er 1962 zum Pastor der Presbyterianischen Kirche ordiniert. Von 1962 bis 1965 hatte er ein Gemeindepfarramt inne (Montauk Community Church). Neben dem Pfarrdienst befasste er sich mit Philosophie. Ein Graduiertenstudium an der Cornell University, das auf seinen privaten Studien aufbaute, schloss sich an.
1968 erhielt Adams einen Lehrauftrag an der University of Michigan, 1969 bis 1972 war er dort Assistant Professor an der Philosophischen Fakultät. Er wechselte an die University of California, Los Angeles, zunächst wieder als Assistant Professor, ab 1972 als Professor. 1993 wechselte er an die Yale University, wo er bis 2003 unterrichtete. Bis 2009 war er Fellow des Mansfield College (Oxford), danach war er Distinguished Research Professor an der University of North Carolina at Chapel Hill.
1991 wurde Adams in die American Academy of Arts and Sciences gewählt, 2006 als Fellow in die British Academy. 1999 hielt er die Gifford Lectures an der University of St Andrews.
Robert Merrihew Adams war seit 1966 verheiratet mit der Theologin und Philosophin Marilyn McCord Adams (1943–2017), die eine Pfarrerin der Episkopalkirche und ebenfalls Professorin in Los Angeles, Yale und Oxford war.

## Werk
Adams vertrat die These, dass Gutsein im Sinne von Vortrefflichkeit (excellence) in einer Ähnlichkeit mit Gott, dem unendlich Guten, bestehe. Dabei ist Gutsein bei Adams nicht auf den moralischen Bereich beschränkt, sondern umfasst beispielsweise auch die Schönheit eines Naturphänomens, die Vortrefflichkeit eines musikalischen Werks oder einer sportlichen Leistung. Das alles weist sozusagen über sich hinaus. Der Mensch reagiert darauf mit Bewunderung und erstrebt das Vortreffliche oder vielmehr (da Menschen oft auch das erstreben, was nicht gut ist) sollte er es erstreben.
Adams’ theistische Begründung der Ethik ging nicht von einem Willen der Gottheit zur Begründung ethischer Normen aus. Die Ethik ist vielmehr ein Feld, wo sich aus Adams’ Sicht die Vorteilhaftigkeit des Theismus erweise. „Adams argumentiert also weniger ‚von Gott her‘ als vielmehr ‚auf Gott hin‘; weil eine bestimmte Hypothese (hier die Identität von Vortrefflichkeit und Gottähnlichkeit) die normativen Phänomene überzeugend erklärt, haben wir Grund, deren Implikationen – nämlich die Existenz Gottes – zu akzeptieren.“

## Veröffentlichungen (Auswahl)
- The Virtue of Faith and Other Essays in Philosophical Theology. Oxford University Press, New York 1987
- Finite and Infinite Goods: A Framework for Ethics. Oxford University Press, New York 2002
- A Theory of Virtue: Excellence in Being for the Good. Clarendon, Oxford 2006.